# Zona conurbada de La Barca-Briseñas
La zona conurbada de La Barca-Briseñas es el resultado de la conurbación del municipio de Briseñas, Michoacán, y el municipio de La Barca, Jalisco. Esta zona conurbada tiene una población de 79 193 habitantes (2020). No posee reconocimiento del Gobierno Federal, solo del Gobierno del estado de Jalisco y Michoacán.